# Kings Mountain
Kings Mountain és una població dels Estats Units a l'estat de Carolina del Nord. Segons el cens del 2000 tenia 9.693 habitants.

## Demografia
Segons el cens del 2000, Kings Mountain tenia 9.693 habitants, 3.821 habitatges i 2.674 famílies. La densitat de població era de 458,1 habitants per km².
Per edats la població es repartia de la següent manera: un 25,3% tenia menys de 18 anys, un 7,4% entre 18 i 24, un 27,3% entre 25 i 44, un 22,4% de 45 a 60 i un 17,6% 65 anys o més.
L'edat mediana era de 38 anys. Per cada 100 dones de 18 o més anys hi havia 80,4 homes.
La renda mediana per habitatge era de 31.415 $ i la renda mediana per família de 39.137 $. Els homes tenien una renda mediana de 32.444 $ mentre que les dones 22.201 $. La renda per capita de la població era de 15.920 $. Entorn del 13,4% de les famílies i el 19,2% de la població estaven per davall del llindar de pobresa.

## Poblacions més properes
El següent diagrama mostra les poblacions més properes.